# Bloc d'Estudiants Agermanats

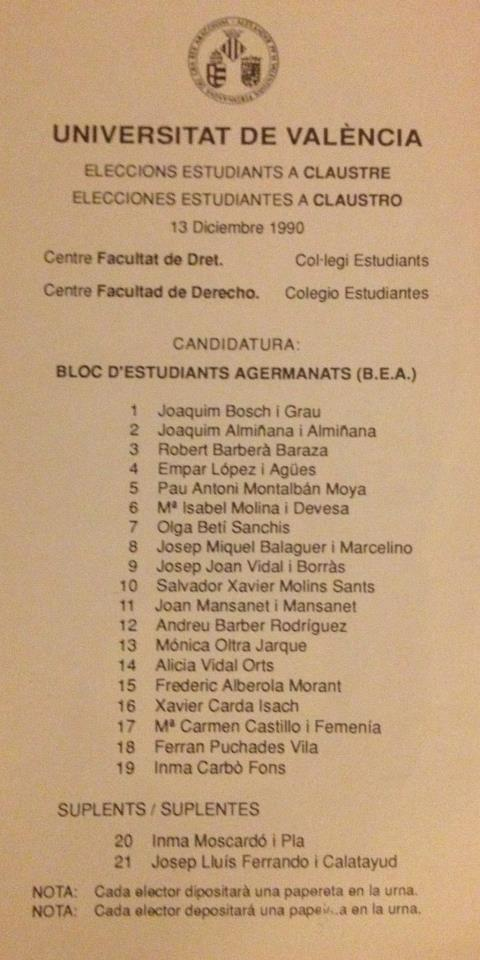
Papeleta del Bloc d'Estudiants Agermanats para las elecciones al Claustro de la Universidad de Valencia de 1990.

El Bloc d'Estudiants Agermanats, en castellano Bloque de Estudiantes Hermanados, (BEA) es una organización estudiantil española fundada en la Universidad de Valencia en el año 1984. Es de ideología nacionalista de izquierda y pancatalanista, e históricamente ha defendido la formación de los denominados Países Catalanes. Está considerado como un sindicato vinculado a la coalición Compromís y especialmente próximo a uno de los partidos políticos que la integran, el Bloc Nacionalista Valencià.
Desde noviembre de 2014 es la primera fuerza sindical en el claustro de la Universidad de Valencia al contar con 24 claustrales.